# Oleniwka (Bachmut)
Oleniwka (ukrainisch Оленівка; russisch Оленовка/Olenowka) ist eine Siedlung städtischen Typs im Osten der ukrainischen Oblast Donezk mit etwa 150 Einwohnern. Der Ort liegt 42 Kilometer südöstlich der Rajonshauptstadt Bachmut und 43 Kilometer nordöstlich der Oblasthauptstadt Donezk am Fluss Bulawyna (Булавина) der hier zum Stausee Wolynzewe angestaut ist.

## Geschichte
Bis zum 11. Dezember 2014 gehörte die Siedlung verwaltungstechnisch zur Stadt Jenakijewe und wurde dann dem heutigen Rajon Bachmut angeschlossen.
Sie bildet zusammen mit den Siedlungen städtischen Typs Oleksandriwske, Prybereschne und Bulawynske die Siedlungsratsgemeinde Bulawynske.

## Krieg in der Ukraine seit 2014
Oleniwka (früher auch Jelenowka/Еленовка genannt) wurde während des Krieges in der Ukraine im Sommer 2014 kurzzeitig durch Separatisten besetzt, jedoch wieder durch die ukrainische Armee unter Kontrolle gebracht, seit Februar 2015 steht der Ort nach dem Ende des Kampfes um Debalzewe unter Kontrolle von prorussischen Separatisten der Volksrepublik Donezk.